# ZERV – Zeit der Abrechnung
ZERV – Zeit der Abrechnung ist eine deutsche Miniserie. Die Polit-Krimiserie nach einer Idee von Michael Klette und nach Drehbüchern von Jens Köster, Kim Zimmermann und Michael Klette handelt von der Zusammenarbeit einer Kriminalkommissarin der Ostberliner Mordkommission mit einem westdeutschen Kommissar der neu gegründeten Zentralen Ermittlungsstelle für Regierungs- und Vereinigungskriminalität (ZERV). Die Hauptrollen spielen Nadja Uhl und Fabian Hinrichs. Der Sechsteiler war vorab ab dem 15. Februar 2022 in der ARD Mediathek zu sehen und sollte ab dem 22. Februar an drei Abenden in jeweils zwei Teilen pro Abend im Ersten ausgestrahlt werden. Durch den Großangriff Russlands im Ukraine-Krieg am 24. Februar lief auf dem Sendeplatz tagesaktuelle Berichterstattung und die Folgen fünf und sechs waren zunächst nur in der ARD-Mediathek abrufbar. Vom 15. bis 17. Juli 2022 wurde die Serie wiederum in jeweils zwei Folgen hintereinander im Abendprogramm des Fernsehsenders One  ausgestrahlt.

## Handlung
Berlin 1991. Peter Simon, Kommissar für Wirtschaftskriminalität aus Bremen, nimmt bei der neu gegründeten Zentralen Ermittlungsstelle für Regierungs- und Vereinigungskriminalität (ZERV) seine Arbeit auf. Notgedrungen muss er in einem Mordfall gemeinsam mit der Mordermittlerin Karo Schubert, Kriminalkommissarin aus Ost-Berlin, ermitteln. Schnell stellt sich heraus, dass der Fall mit illegalen Waffenschiebereien und Altlasten der NVA im Zusammenhang steht. Auch Karos totgeglaubter Vater scheint in dem Fall eine Rolle zu spielen, der immer größere Kreise zieht und in den auch ein Staatssekretär des Bundesverteidigungsministeriums verwickelt ist. Die Verantwortlichen schrecken auch vor weiteren Morden nicht zurück.
Parallel dazu ermittelt Peter Simon mit seinen Kollegen in einem Fall von Zwangsadoption. Der Leiter der mitverantwortlichen Jugendhilfe Herrich stellt sich als früherer Leiter eines DDR-Jugendwerkhofs heraus, der seine Schutzbefohlenen misshandelte und missbrauchte. Auch die Freundin von Karos Tochter gehört zu den Opfern. Nachdem sie ihn mit einem Messer verletzt hat, wird sie angeklagt. Doch mit anderen Betroffenen als Zeugen können sie Herrich entlarven.

## Hintergrund
Die Serie wurde vom 21. September 2020 bis zum 9. Februar 2021 an Orten in Berlin, Leipzig und Tschechien gedreht. Parallel zur Serie entstand eine Dokumentation über die echte ZERV und ihre Ermittler, die am 22. Februar im Anschluss an die ersten beiden Folgen ausgestrahlt wurde.

## Besetzung
| Rolle               | Schauspieler          |
| ------------------- | --------------------- |
| Karo Schubert       | Nadja Uhl             |
| Peter Simon         | Fabian Hinrichs       |
| Hajo Gärster        | Thorsten Merten       |
| Uta Lampert         | Fritzi Haberlandt     |
| Bernd Haller        | Leon Ullrich          |
| Frauke Beckmann     | Henriette Hölzel      |
| Holger Bündner      | Max Hubacher          |
| Hans Thieme         | Rainer Bock           |
| Patrizia Schäfer    | Alina Stiegler        |
| Elisabeth Schubert  | Imogen Kogge          |
| Andi Schubert       | Peter Schneider       |
| Silvia Schubert     | Vanessa Loibl         |
| Bianca Fischer      | Caroline Cousin       |
| Walter Kronen       | Valentin Kleinschmidt |
| Dr. Würz            | Steffen C. Jürgens    |
| Volker Herrich      | Jörg Witte            |
| Roland Merker       | Jürgen Lehmann        |
| Axel Schubert       | Falk Rockstroh        |
| Henneberg           | Jörg Bundschuh        |
| Jürgen Wutzke       | Hilmar Eichhorn       |
| Staatssekretär Bohr | Arnd Klawitter        |

## Kritiken
Die Serie erhielt gemischte bis positive Kritiken. Markus Ehrenberg schreibt im Tagesspiegel, die Serie sei ein durchaus „ambitionierter Geschichtenritt“, der zwar „nicht den epischen Atem wie Weißensee [sic] oder Deutschland 83 bis Deutschland 89“ habe, „alles in allem aber ein durchaus kurzweiliges Fernsehvergnügen mit starkem Cast“ sei, „in dem die Protagonisten […] über manche Buchschwäche und plakative Wessi-Ossi-Momente hinwegspielen“ würden. Dagegen meint der Filmdienst, die Miniserie sei  „getragen von exzellenten schauspielerischen Leistungen“ und erfasse „überzeugend die Stimmung in Zeiten der Wiedervereinigung“. Regisseur Dustin Loose lege mit seiner Geschichte „den roten Teppich für großartiges Fernsehschauspiel aus“.